# Æthelmær
Æthelmær war Bischof von Elham und Dunwich. Er war der Bruder von Stigand, dem Erzbischof von Canterbury. Er wurde nach seinem Bruder, der nach Canterbury wechselt, 1047 zum Bischof von Elmham und Dunwich geweiht. Er verlor sein Amt 1070 auf der Synode in Winchester wieder. Über seinen weiteren Lebensweg ist nichts bekannt.